# Reckless (Fernsehserie)
Reckless ist eine US-amerikanische Anwaltsserie nach einer Idee von Dana Stevens, die von CBS Television Studios in Zusammenarbeit mit Sander-Moses Productions produziert wurde. Sie besteht aus einer Staffel mit 13 Episoden und lief vom 29. Juni bis zum 13. September 2014 auf dem Sender CBS. Im deutschsprachigen Raum ist die Serie ab dem 16. Juni 2015 auf dem Sender sixx zu sehen.

## Handlung
Im schwülen Charleston, South Carolina, kämpfen die Prozessanwältin Jamie Sawyer und der Anwalt Roy Rayder gegen ihre starke Anziehungskraft zueinander, da sie bei einem Polizeiskandal auf unterschiedlichen Seiten stehen. Es fällt ihnen jedoch schwer ihre Gefühle zu verbergen.
Jamies neue Klientin Lee Anne Marcus, die frühere Mitarbeiterin des Charleston Police Departments war, wurde von ihren Ex-Kollegen sexuell belästigt und vergewaltigt. Vor allem ihr dominanter Ex-Freund Terry McCandless, der zugleich auch noch ihr Vorgesetzter im Police Departments war, setzte sich bei ihr durch. Als ein Video auftaucht, das zeigt, dass Lee Anne mehrmals von ihren Kollegen vergewaltigt wurde, nimmt sich Jamie des Falles an. Roy findet jedoch heraus, dass das Video manipuliert ist. In der Originalversion des Videos taucht auch Roy’s Freund Preston Cruz, Detective beim Charleston Police Department und zugleich Ex-Freund von Jamie, auf.
Weitere zentrale Charaktere sind der Chef des Charleston Police Departments Holland Knox, der auch noch um den Posten des Bürgermeisters buhlt, sowie Vi Briggs, eine Mitarbeiterin in Jamies Kanzlei, die auch die Aufgaben einer Privatdetektivin übernimmt. Außerdem wäre da noch Decatur „Dec“ Fortnum, Anwalt und Roys Ex-Schwiegervater, der zugleich Roys Chef ist, da dieser noch immer für ihn arbeitet.

## Produktion und Ausstrahlung
Im Februar 2013 wurde bekannt, dass CBS die Rechte an einer potenziellen Anwaltserie gesichert hat, die von Ian Sander und Kim Moses produziert wird. Kurze Zeit später konnte Catherine Hardwicke für die Inszenierung der Pilotfolge verpflichtet werden. Die Hauptrollen konnten sich Anna Wood und Cam Gigandet sichern. Zuvor erhielten bereits Kim Wayans, Shawn Hatosy und Georgina Haig Hauptrolle in dem Projekt. Eine der letzten Hauptrollen erhielt Adam Rodriguez. Die Pilotfolge wurde im März 2013 in Charleston, South Carolina, gedreht.
Im Mai 2013 gab CBS grünes Licht für die Produktion einer ersten Staffel mit 13 Episoden, die für den Sommer 2014 vorgesehen war. Die Erstausstrahlung der Fernsehserie begann in den Vereinigten Staaten am 29. Juni 2014 im Anschluss an die US-Version von Big Brother. Die Premiere verfolgten fast vier Millionen Zuschauer und erreichte ein Zielgruppenrating von zwei Prozent. In den darauffolgenden Wochen konnte die Serie einige Zuschauer dazu gewinnen, blieb jedoch unter den Erwartungen des Senders. Aus diesem Grund stellte CBS die Serie im Oktober 2014 ein.
Die Ausstrahlungsrechte für Deutschland hat sich die ProSiebenSat.1 Media gesichert. Der dazugehörende Free-TV-Sender sixx hat die Fernsehserie ab dem 16. Juni 2015 in sein Programm aufgenommen. Aufgrund niedriger Einschaltquoten entschied sich sixx am 29. Juli 2015 dazu, die restlichen sechs Folgen an den ursprünglichen Wiederholungsterminen (Nacht von Di. auf Mi.) erstauszustrahlen.

## Besetzung und Synchronisation
Die deutsche Synchronisation entstand unter der Dialogregie von Marc Boettcher durch die Synchronfirma Antares Film in Berlin.
| Rolle                 | Schauspieler     | Hauptrolle | Nebenrolle  | Synchronsprecher     |
| --------------------- | ---------------- | ---------- | ----------- | -------------------- |
| Jamie Sawyer          | Anna Wood        | 1–13       |             | Sonja Spuhl          |
| Roy Rayder            | Cam Gigandet     | 1–13       |             | Tobias Schmidt       |
| Terry McCandless      | Shawn Hatosy     | 1–13       |             | Bastian Sierich      |
| Lee Anne Marcus       | Georgina Haig    | 1–13       |             | Giuliana Jakobeit    |
| Preston Cruz          | Adam Rodriguez   | 1–13       |             | Matthias Deutelmoser |
| Holland Knox          | Michael Gladis   | 1–13       |             | Olaf Reichmann       |
| Vi Briggs             | Kim Wayans       | 1–13       |             | Peggy Sander         |
| Decatur „Dec“ Fortnum | Gregory Harrison | 1–13       |             | Detlef Bierstedt     |
| Arliss Fulton         | Falk Hentschel   |            | 2–3, 5–9    | Jaron Löwenberg      |
| Nancy Davis           | Emily Baldoni    |            | 3–5, 10     | Nicole Hannak        |
| Joyce Reed            | Kelly Rutherford |            | 3, 7, 9–10  | Sabine Mazay         |
| Lindsay Adams         | Susan Walters    |            | 4, 7, 9, 11 | Debora Weigert       |
| Barbara Fortnum       | Linda Purl       |            | 4, 7, 10–11 | Nadja Reichardt      |
| Pat McCandless        | David Keith      |            | 5–6, 9, 11  | Uli Krohm            |
| Russ Waterman         | Rick Gomez       |            | 5, 7–8      | Bernhard Völger      |
| Melinda Rayder        | Bess Armstrong   |            | 8           | Margrit Straßburger  |

## Episodenliste
| Nr. | Deutscher Titel              | Originaltitel         | Erstausstrahlung USA | Deutschsprachige Erstausstrahlung (D) | Regie               | Drehbuch              | Quoten (USA) |
| --- | ---------------------------- | --------------------- | -------------------- | ------------------------------------- | ------------------- | --------------------- | ------------ |
| 1   | Unter Druck                  | Pilot                 | 29. Juni 2014        | 16. Juni 2015                         | Catherine Hardwicke | Dana Stevens          | 3,99 Mio.    |
| 2   | Schüsse ins Dunkel …         | Parting Shots         | 6. Juli 2014         | 23. Juni 2015                         | John Gray           | Dana Stevens          | 3,77 Mio.    |
| 3   | Notwehr                      | Stand Your Ground     | 13. Juli 2014        | 30. Juni 2015                         | Stephen Surjik      | Corey Miller          | 3,95 Mio.    |
| 4   | Blindes Vertrauen            | Blind Sides           | 20. Juli 2014        | 7. Juli 2015                          | Ed Ornelas          | Allen MacDonald       | 3,96 Mio.    |
| 5   | Der Glücksstein              | Bloodstone            | 27. Juli 2014        | 14. Juli 2015                         | Michael Apted       | Brian Oh              | 4,07 Mio.    |
| 6   | Liebesdienste                | Family Plot           | 3. Aug. 2014         | 21. Juli 2015                         | John Gray           | Corinne Brinkerhoff   | 4,29 Mio.    |
| 7   | Stille Wasser …              | Deep Waters           | 10. Aug. 2014        | 28. Juli 2015                         | Joshua Butler       | Paul Sciarrotta       | 4,32 Mio.    |
| 8   | Wenn der Rauch sich verzieht | When the Smoke Clears | 24. Aug. 2014        | 5. Aug. 2015                          | Eric Laneuville     | Jon Worley            | 3,96 Mio.    |
| 9   | Schadensbegrenzung           | Damage Control        | 30. Aug. 2014        | 12. Aug. 2015                         | Randy Zisk          | Denise Hahn           | 2,90 Mio.    |
| 10  | 51 Prozent                   | Fifty-One Percent     | 31. Aug. 2014        | 2. Sep. 2015                          | Coky Giedroyc       | Kathryn Miller Kelley | 4,36 Mio.    |
| 11  | Es möge beginnen             | And So It Begins      | 7. Sep. 2014         | 9. Sep. 2015                          | Jan Eliasberg       | Devon Greggory        | 4,68 Mio.    |
| 12  | Der Prozess (1)              | Civil Wars (Part 1)   | 13. Sep. 2014        | 16. Sep. 2015                         | Ian Sander          | Corey Miller          | 2,93 Mio.    |
| 13  | Der Prozess (2)              | Civil Wars (Part 2)   | 13. Sep. 2014        | 16. Sep. 2015                         | John Gray           | Dana Stevens          | 3,63 Mio.    |